# Ленка (река)
Ленка (устар. Лена) — река в России, протекает по территории Ленского района Архангельской области. Впадает в Вычегду, в её правый проток Полой. Длина реки составляет 66 км.

## География и гидрология
От истока к устью река принимает притоки: Ледня, Локтыш, Большой Варгуль, Керваж и Дильмеж.

## Населённые пункты
На реке Ленка расположены населённые пункты:
- Юрчаково
- Некрасовская
- Щубинская
- Шалевская
- Лена
- Захаринская
- Мыс и Серединская.

## Данные водного реестра
По данным государственного водного реестра России относится к Двинско-Печорскому бассейновому округу, водохозяйственный участок реки — Вычегда от города Сыктывкар и до устья, речной подбассейн реки — Вычегда. Речной бассейн реки — Северная Двина.
Код объекта в государственном водном реестре — 03020200212103000023733.